# 第五世噶瑪巴·德新謝巴
德新謝巴（藏語：དེ་བཞིན་གཤེགས་པ་，威利转写：de bzhin gshegs pa，藏语拼音：Deshin Shekpa；1340年—1415年），第五世噶瑪巴，誕生於藏南的娘當，曾與明成祖會面傳法，並阻止明朝于藏区驻军。

## 生平
德新謝巴於藏曆木鼠年六月初八誕生在西藏南方的娘當。父親是密乘行者咕嚕仁欽，母親是瑜珈女拉嫫奇。出生前，便出現德新謝巴在母親肚子裡持誦大明咒的異相。 
祖普寺的喇嘛聽聞此事，便帶德新謝巴前往祖普寺，由第二世夏瑪祖古的弟子夏瑪卡秋旺波認證了德新謝巴為噶瑪巴。七歲時，自娘浦松南藏波堪布處領受沙彌戒，並且學習律藏、卡瑞卡和普拉提摩薩，並被賜邱帕藏波的法名。之後造訪貢波地方時，調停了當地的衝突，隨後轉往噶瑪貢和里沃奇等地傳法。 
西元1402年，德新謝巴在貢波地方的那竹里沃寺，自雍洛哇和松南藏波堪布處領受俱足戒，並學習般若經及其他相關教法。德新謝巴廣傳佛法不綴，被認為是西藏最著名的精神導師之一。 
西元1405年，德新謝巴受邀，與錫度卻吉嘉稱等一同啟程前往中國。德新謝巴一行人抵達南京城郊時，明成祖親自在城門迎接噶瑪巴，御賜噶瑪巴一頭大象作為座騎，並送他一只黃金法輪，德新謝巴以一個白螺作為回禮。
德新謝巴在中國傳授紅觀音和喜金剛儀軌。當時成祖親見中國的護法神-第十六名阿羅漢出現在德新謝巴的面前，隨後的一百天，德新謝巴幾乎日日示現神通，使得成祖確信噶瑪巴是如來的化身。 成祖授予「圓覺妙智慧善普應佑國演教如來大寶法王西天大善自在佛」名號給德新謝巴。並對德新謝巴說，佛教有太多不同的教派，應用武力統一之。但是噶瑪巴告訴成祖人們需要各種不同教法，且各教派實質含攝於廣大的佛教之中。成祖明瞭噶瑪巴給他的忠告，便將軍隊撒離漢藏邊界。
明成祖修行有成，見到了他的上師德新謝巴頭上戴著一頂由十萬名空行母的頭髪所編製而成的秘密金剛帽。於是成祖決定製作一頂眾生皆可見的帽子供養噶瑪巴。從那時候起，歷代的噶瑪巴轉世皆戴著相同的那頂黑帽。
西元1409年，德新謝巴回到了噶瑪貢寺，之後再從噶瑪貢回祖普寺。途中，噶瑪巴沿路受到薩止彭、止貢仁波切以及丹薩替寺的仁波切等各派領導者熱切歡迎，宗喀巴的使者也帶了一尊佛陀塑像及一封信呈給噶瑪巴。信中說宗喀巴本人無法親自前來，但他希望兩人能有機會見面。
隨後德新謝巴從祖普出發前往拉薩，當地統治者汪綽巴喜稱邀請噶瑪巴至位於河邊的紐宗宮殿，所有的官員以及王族成員均自德新謝巴處接受灌頂，並成了噶瑪巴的護持者。接著德新謝巴返回祖普，重建了許多佛殿及舍利塔，並更新了當地的房舍。 
應中藏統治者劉帕之請，德新謝巴於藏曆水龍年再度造訪中藏，並在布達拉宮待了幾年。德新謝巴在那兒傳法灌頂。遇見了第三世夏瑪祖古－邱帕依喜並為他授戒。不久，德新謝巴得了嚴重的疾病，他授記將重生於西康。西元1415年，八月初一，噶瑪巴於布達拉宮圓寂，住世三十二歲。

## 主要弟子
- 第三世夏瑪祖古　夏瑪邱帕依喜。
- 第一世錫度祖古　錫度卻吉嘉稱。
- 第一世仲巴祖古　創瑪瑟多頓：藏東米娘地方統治者的兒子，他建造了著名的噶曼寺，並發明了噶居派的金剛舞，另以貢噶喜稱之名聞名。
- 祖普蔣揚遷波：綽巴嘉稱，文殊菩薩的化身之一。
- 仁欽藏波
- 甕巴恰嘉華
- 卡秋巴：即南開（虛空），他是精通甚深禪定的行者

## 著作
《極樂淨土所知願文》